# Jekatierina Lopes
Jekatierina Lopes z domu Iwanowa (ros. Екатерина Евгеньевна Иванова) (ur. 18 grudnia 1987 w Moskwie) – rosyjska tenisistka.
Zawodniczka występująca głównie w turniejach rangi ITF. Swój pierwszy mecz rozegrała w styczniu 2002 we włoskim Courmayer, do którego dostała się dzięki dzikiej karcie a gdzie przegrała z Niemką Stefanie Weis. Tydzień później, w następnym turnieju na Majorce, odniosła swoje pierwsze zwycięstwo pokonując w kwalifikacjach Barbarę Oria-Boer z Hiszpanii. W 2004 doszła do finału w Anconie, przegrywając w nim z Chorwatką Sanją Ancic. Rok później wygrała swój pierwszy turniej w Bukareszcie, pokonując tenisistkę rumuńską Corinę-Claudię Corduneanu. W sumie wygrała pięć turniejów singlowych i jedenaście deblowych rangi ITF.
Debiut w Wielkim Szlemie nastąpił w 2007. Lopes dotarła wtedy do drugiej rundy kwalifikacji Australian Open, w której to przegrała z Ivaną Lisjak 2:6, 3:6. Dokładnie rok później Rosjanka po raz pierwszy w karierze przeszła kwalifikacje Wielkiego Szlema, pokonując w nich Bethanie Mattek, Alinę Żydkową i Nurię Llagosterę Vives. W pierwszej rundzie turnieju głównego przegrała ona jednak z Yuan Meng 6:4, 4:6, 2:6. Kolejny raz Lopes zagrała w turnieju głównym Wielkiego Szlema dopiero w maju 2010, podczas French Open. Pokonała ona w kwalifikacjach Ninę Bratczikową, Julię Cohen i Oksanę Kalasznikową. W kolejnym swoim meczu uległa Dominice Cibulkovej 2:6, 0:6.
Najwyżej w rankingu WTA była na 136. miejscu w sierpniu 2009.
W 2013 roku poślubiła swojego trenera Andre Lopesa.

## Wygrane turnieje rangi ITF
| turnieje z pulą nagród 100 000 $ |
| turnieje z pulą nagród 75 000 $  |
| turnieje z pulą nagród 50 000 $  |
| turnieje z pulą nagród 25 000 $  |
| turnieje z pulą nagród 15 000 $  |
| turnieje z pulą nagród 10 000 $  |

### Gra pojedyncza
|    | Data       | Turniej       | Kat. | ($)    | Naw.   | Finalistka                | Wynik         |
| 1. | 26/06/2005 | Bukareszt     | ITF  | 10 000 | ziemna | Corina-Claudia Corduneanu | 4:6, 6:3, 7:5 |
| 2. | 21/09/2008 | Mestre        | ITF  | 50 000 | ziemna | Romina Oprandi            | 6:3, 3:0 ret. |
| 3. | 07/06/2009 | Brno          | ITF  | 25 000 | ziemna | Sandra Záhlavová          | 6:0, 6:3      |
| 4. | 23/02/2014 | Palma Nova    | ITF  | 10 000 | ziemna | Barbara Luz               | 6:4, 6:2      |
| 5. | 16/03/2014 | Ponta Delgada | ITF  | 10 000 | twarda | Barbara Luz               | 6:4, 6:2      |